# Wenecja Euganejska
Wenecja Euganejska (wł. Veneto) – region administracyjny w północno-wschodnich Włoszech o powierzchni 18 351 km² ze stolicą w Wenecji (249,5 tys. mieszkańców). Od północy graniczy z Austrią, od wschodu z regionem Friuli-Wenecja Julijska, od południa z Emilią-Romanią, a od zachodu z Trydentem-Górną Adygą i Lombardią. Najdłuższe rzeki w regionie to Pad oraz Adyga, a najwyższym wzniesieniem jest Marmolada.

## Etymologia
W języku włoskim i w większości języków nazwa regionu jest jednoczłonowa, a nazwa polska „Wenecja Euganejska” pochodzi od półmitycznego ludu Euganejczyków, który zajmował te ziemie w I i II wieku p.n.e. Sama nazwa miasta Wenecja pochodzi od ludu Wenetów Adriatyckich.

## Historia
Wenetowie Adriatyccy zamieszkiwali ziemie Wenecji Euganejskiej od 1500 r. p.n.e., a przybyli na tereny Morza Adriatyckiego z Azji Centralnej wraz z innymi ludami indoeuropejskimi. Pierwsza wzmianka o plemieniu nazywanym Wenetami pochodzi z IV w. p.n.e. Plemię zostało niemal całkowicie wyniszczone podczas bitwy pod Kannami w 216 r. p.n.e. W V w. tereny Wenecji Euganejskiej zostały najechane przez Alaryka I, a następnie przez Attylę Huna. W połowie VI wieku za sprawą cesarza Justyniana I Wielkiego Wenecja Euganejska dostała się pod wpływy Bizancjum. W połowie VIII wieku została częścią Imperium Karolińskiego, a w X wieku została włączona do Świętego Cesarstwa Rzymskiego Narodu Niemieckiego. Po włączeniu w XII wieku do Włoch Północnych, w 1222 ufundowano jeden z najstarszych uniwersytetów we Włoszech – Uniwersytet w Padwie. W tym czasie rozpoczął się trwający do XVI wieku okres świetności, nazywany Republiką Wenecką, który w XVII wieku został zahamowany przez ekspansję Imperium Osmańskiego. Po najeździe Napoleona pod koniec XVIII wieku część Wenecji Euganejskiej weszła w granice Cesarstwa Austriackiego, a część w granice Republiki Cisalpińskiej. W 1866 połączona Wenecja Euganejska została przyłączona do Włoch.

## Separatyzm
W regionie panują silne nastroje separatystyczne. W nieoficjalnym internetowym głosowaniu w 2014 za odłączeniem od Włoch opowiedziało się 89% uczestników. Frekwencja wyniosła 73% uprawnionych do głosowania (2,3 mln).

## Prowincje

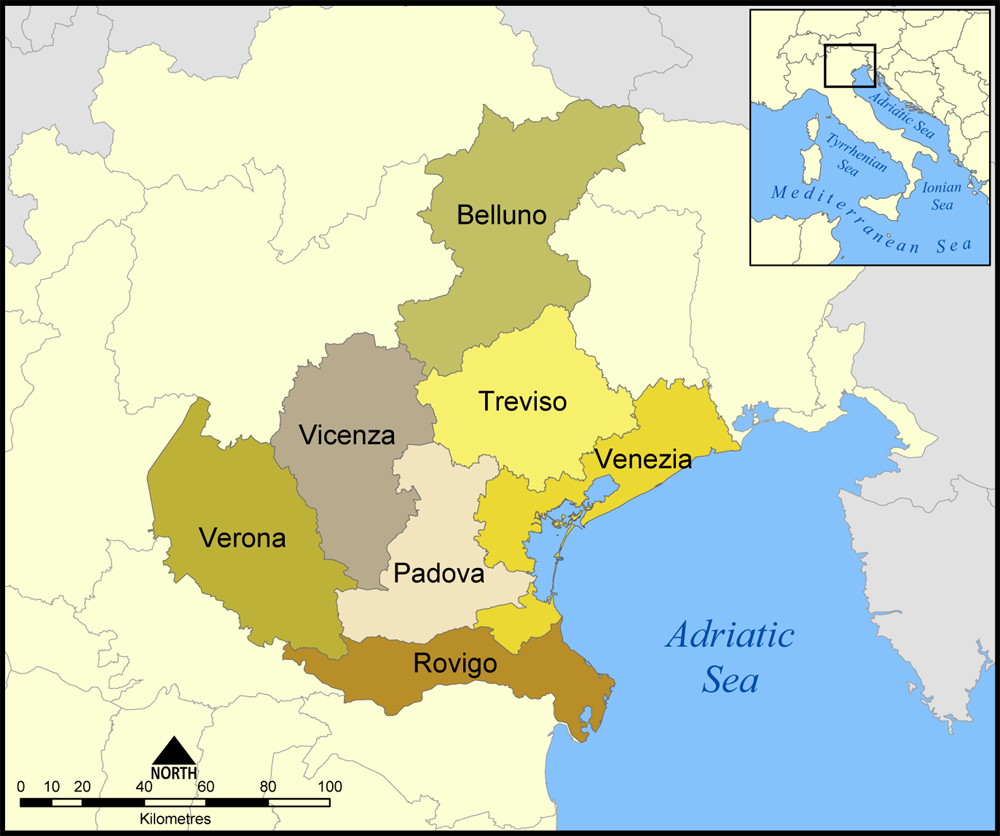
Prowincje

W skład regionu wchodzi 7 prowincji:
| Flaga | Nazwa polska                  | Nazwa włoska                   | Stolica  | Liczba gmin | Ludność (styczeń 2025) |
| ----- | ----------------------------- | ------------------------------ | -------- | ----------- | ---------------------- |
|       | Prowincja Belluno             | Provincia di Belluno           | Belluno  | 60          | 197 558                |
|       | Prowincja Padwa               | Provincia di Padova            | Padwa    | 101         | 932 704                |
|       | Prowincja Rovigo              | Provincia di Rovigo            | Rovigo   | 50          | 227 052                |
|       | Prowincja Treviso             | Provincia di Treviso           | Trevisto | 94          | 877 565                |
| brak  | Prowincja Vicenza             | Provincia di Vicenza           | Vicenza  | 113         | 833 934                |
|       | Miasto metropolitalne Wenecja | Città Metropolitana di Venezia | Wenecja  | 44          | 928 907                |
|       | Prowincja Werona              | Provincia di Verona            | Werona   | 98          | 854 131                |

## Gospodarka
- Rolnictwo – uprawa owoców, warzyw, winorośli, kukurydzy, pszenicy
- Przemysł – metalurgiczny (metalowy), lekki (włókienniczy, obuwniczy), drzewno-papierniczy (meblarski), mineralny (ceramiczny)

## Gastronomia
Wenecja Euganejska jest ojczyzną m.in. wina valpolicella.
Wytwarzany jest tu ser Grana Padano.

## Zabytki
Teatro Olimpico w Vicenzy to pierwszy wolno stojący i pokryty dachem budynek centralny nowożytności. Został on zbudowany przez Andreę Palladia w 1580 – roku jego śmierci.
W regionie znajdują się 24 wille zaprojektowane przez Palladia.
W XVIII wieku zbudowano wille połączone systemem podziemnych tuneli powietrznych. Dzięki temu do pomieszczeń dostawało się zimą ciepłe powietrze, a latem – zimne.